# Blake Smith
Blake Smith (geboren am 17. Januar 1991 in El Paso, Texas) ist ein US-amerikanischer Fußballspieler, der als Mittelfeldspieler eingesetzt wird. Er steht derzeit beim San Antonio FC unter Vertrag.

## Werdegang

### Jugend
Zwischen 2006 und 2009 spielte Smith an der Boerne High School, wo er für die Fußballauswahl der High School eingesetzt wurde. Er erhielt diverse Auszeichnungen für seine Leistungen und wurde für verschiedene regionale Auswahlteams nominiert.
Smith studierte an der University of New Mexico, wo er in die New Mexico Lobos, der Fußball-Auswahlmannschaft der Universität, einberufen wurde. Für die New Mexico Lobos spielte Smith in 68 Spielen, in denen er insgesamt 13 Tore erzielen konnte.

### Vereinskarriere
2012 spielte Blake Smith für die Austin Aztex in der USL Premier Development League. Er kam dort auf zwei Einsätze, in denen er ein Tor vorbereitete.
Im MLS SuperDraft 2013 wurde Smith von Montreal Impact ausgewählt und verpflichtet. Sein erstes Spiel im Profifußball machte Smith am 30. März 2013 gegen Sporting Kansas City, sein erstes Profi-Tor erzielte er gegen Philadelphia Union am 25. Mai desselben Jahres. In der MLS-Saison 2013 wurde Smith in 16 Spiele für Impact eingesetzt, ihm gelangen zwei Tore. Diese Saison blieb die erfolgreichste für Smith bei Impact.
In der Saison 2014 konnte Smith sich nicht mehr durchsetzen und kam nur auf drei Einwechslungen. Im Mai 2015 teilte Impact Smith schließlich mit, dass er bei dem Franchise keine Perspektive mehr habe, und löste den Vertrag mit ihm auf. Smith wechselte schließlich zum Schweizer Drittligisten Yverdon-Sport FC. Im Dezember 2015 wechselte er zurück in die USA zum NASL-Klub Miami FC.